# たけしのその時カメラは回っていた
『たけしのその時カメラは回っていた』（たけしのそのときカメラはまわっていた）は、2020年4月4日から2022年3月23日までNHK総合テレビで月1回放送されていた教養バラエティ番組である。ビートたけしの冠番組。

## 概要
NHKや世界中の貴重映像を紹介し、主に昭和時代の国内・国外の歴史の裏側などを知ろうという番組。スタジオでは、たけしが当時を振り返るトークをしたり、ちょっとしたクイズなどが挟まれる。

### パイロット版
2019年2月16日・2月23日・8月10日の3回にわたり、通常土曜日に放送される『ブラタモリ』『有吉のお金発見 突撃!カネオくん』のいずれかの枠で放送。当時は『映像発掘バラエティー たけしのその時カメラは回っていた』（えいぞうはっくつバラエティー たけしのそのときカメラは回っていた）のタイトルで放送されていた。

### レギュラー化
2020年4月4日より、パイロット版を放送していた土曜19:30 - 20:15の枠（通常は『ブラタモリ』の枠）で月1回のレギュラー放送が開始された。タイトルも、『月刊 たけしのその時カメラは回っていた』（げっかん たけしのそのときカメラは回っていた）となった。
2021年4月28日より、月1回水曜19:30 - 20:15（通常は『ガッテン!』の枠）へ移動。

### 番組の終了
2022年4月より『クローズアップ現代』が月曜～水曜19:30 - 19:57枠に移動して再開するのに加え、後続の『ロコだけが知っている』（大阪拠点放送局〈JOBK〉幹事制作）が繰り上げ拡大、さらに月1回放送の新番組として『離島で発見!ラストファミリー』が放送されるのに伴い（いずれも19:57 - 20:42）、本番組は3月23日を以て番組は終了することになり、2年（パイロット版から換算して3年）に亘る歴史に幕を下ろした。なお、最終回では、特に番組終了の説明や挨拶などは行われなかった。
同番組終了に伴って、NHKにおけるたけしの番組は、総合テレビで年1回放送の単発特番『コントの日』と、BSプレミアムで不定期放送されている『たけしの“これがホントのニッポン芸能史”』のみとなる。

## 出演者

### 2021年度の出演者
特記の無い限り、パイロット版より継続出演。
司会
- ビートたけし
- 桑子真帆（NHKアナウンサー） - 2020年度のレギュラー放送後より

レギュラー
- YOU[5]
- 劇団ひとり - 2021年度より（後述のカズレーザーの降板に伴い）

ナレーター
- 高山みなみ

### 過去の出演者
司会
- 千葉美乃梨（NHKアナウンサー） - パイロット版第1弾・第2弾
- 片山千恵子（NHKアナウンサー） - パイロット版第3弾

レギュラー
- カズレーザー（メイプル超合金） - パイロット版および2020年度
2021年度から番組が水曜に移動したが、この時間帯はカズレーザーがレギュラー出演している『くりぃむクイズ ミラクル9』（テレビ朝日）が裏番組になってしまうため、劇団ひとりと交替した。

## 放送リスト
| 1 | 2019年 2月16日 | 日本に新婚旅行に来たマリリン・モンローが夫と喧嘩して突然の失踪、その驚きの行き先とは!? 他 |  |
| 2 | 2月23日        | アポロ計画の全パイロットが月面着陸訓練機への搭乗を拒否!? 他                               |  |
| 3 | 8月10日        | 悲劇の大統領ケネディ、夫人の秘密が映像から分かった 他                                     |  |

| 1  | 2020年 4月4日  | 驚きの東京1964年                      | レギュラー初回                                                                       |
| 2  | 5月2日         | 怒りのロイヤルウエディング            |                                                                                      |
| 3  | 6月13日        | 驚きの東京オリンピック1964            |                                                                                      |
| 4  | 7月25日        | 世界を震わせた音楽                    |                                                                                      |
| 5  | 8月22日        | 驚き!日本の戦争プロパガンダ           |                                                                                      |
| 6  | 9月26日        | 潜入!東京大学                         |                                                                                      |
| 7  | 10月24日       | アメリカ大統領列伝                    |                                                                                      |
| 8  | 11月21日       | 科学の天才たち                        |                                                                                      |
| 9  | 2021年 1月30日 | 受験大国にっぽん                      |                                                                                      |
| 10 | 3月27日        | 映画の都ハリウッド                    | 当初2月20日に放送予定から移動。 土曜最終放送ならびにカズレーザーのレギュラー最終回。 |
| 11 | 4月28日        | ニッポンの旅行                        | 水曜移動初回ならびに劇団ひとりのレギュラー初回。                                     |
| 12 | 5月26日        | 日本のウーマンパワー                  |                                                                                      |
| 13 | 6月23日        | 世界が仰天!ニッポンの働き方           |                                                                                      |
| 14 | 8月18日        | 世界のプロパカンダ                    |                                                                                      |
| 15 | 9月29日        | 世界のロイヤルファミリー              |                                                                                      |
| 16 | 10月27日       | パリ!ファッションの都                 |                                                                                      |
| 17 | 11月24日       | 東京ナイト!眠らない街の知られざる歴史 |                                                                                      |
| 18 | 2022年 1月26日 | 熱闘!冬のオリンピック                 |                                                                                      |
| 19 | 2月23日        | ニッポンを虜（）にした動物たち        |                                                                                      |
| 20 | 3月23日        | 大空への挑戦!                         | 最終回。この回を以て2年に亘る放送に幕を下ろした。                                    |